# Kari Bøge
Kari Bøge född 19 augusti 1950 i Stockholm, är en norsk målare, och författare bosatt i Arendal. 
Hon har en dansk mor och en norsk far. Som barn bodde hon under en lång period i Rom. 
Kari Bøge debuterade som författare 1970 med romanen Asmorelda. Hon har skrivit nio vuxenböcker och fyra ungdomsböcker samt har illustrerat sju böcker (fem av dem är skrivna av Einar Økland)